# Бонсолл (Каліфорнія)
Бонсолл (англ. Bonsall) — переписна місцевість (CDP) в США, в окрузі Сан-Дієго штату Каліфорнія. Населення — 4546 осіб (2020).

## Географія
Бонсолл розташований за координатами 33°16′20″ пн. ш. 117°11′28″ зх. д. / 33.27222° пн. ш. 117.19111° зх. д. (33.272244, -117.191032).  За даними Бюро перепису населення США в 2010 році переписна місцевість мала площу 35,14 км², з яких 34,69 км² — суходіл та 0,45 км² — водойми.

## Демографія
Згідно з переписом 2010 року, у переписній місцевості мешкали 3982 особи в 1542 домогосподарствах у складі 1085 родин. Густота населення становила 113 особи/км².  Було 1683 помешкання (48/км²).
Расовий склад населення:
| - 80,2 % — білих - 3,5 % — азіатів - 1,7 % — чорних або афроамериканців - 0,7 % — корінних американців - 0,3 % — вихідців з тихоокеанських островів - 9,4 % — осіб інших рас |

До двох чи більше рас належало 4,2 %. Частка іспаномовних становила 22,4 % від усіх жителів.
За віковим діапазоном населення розподілялося таким чином: 21,2 % — особи молодші 18 років, 61,6 % — особи у віці 18—64 років, 17,2 % — особи у віці 65 років та старші. Медіана віку мешканця становила 44,1 року. На 100 осіб жіночої статі у переписній місцевості припадало 96,7 чоловіків;  на 100 жінок у віці від 18 років та старших — 98,6 чоловіків також старших 18 років.
Середній дохід на одне домашнє господарство  становив 114 747 доларів США (медіана — 68 987), а середній дохід на одну сім'ю — 125 224 долари (медіана — 77 819). Медіана доходів становила 64 338 доларів для чоловіків та 50 938 доларів для жінок. За межею бідності перебувало 5,7 % осіб, у тому числі 2,1 % дітей у віці до 18 років та 1,9 % осіб у віці 65 років та старших.
Цивільне працевлаштоване населення становило 1850 осіб. Основні галузі зайнятості: роздрібна торгівля — 16,3 %, освіта, охорона здоров'я та соціальна допомога — 14,0 %, науковці, спеціалісти, менеджери — 13,7 %.